# Dostojka selene
Dostojka selene, perłowiec selene (Boloria selene) – owad z rzędu motyli, z rodziny rusałkowatych (Nymphalidae).

## Cechy
Skrzydła o rozpiętości 38–41 mm. Wierzch skrzydeł rudy z rysunkiem z czarnych plamek. Przy zewnętrznym brzegu, spodu tylnego skrzydła, występuje rząd żółtawych, trójkątnych, czarno obrzeżonych od wewnątrz plamek. W komórce środkowej tylnego skrzydła od wewnątrz i z zewnątrz występuje duża czarna plama. Gąsienica szaro-brunatna z czarnymi plamkami z białym przyprószeniem. Przez grzbiet przebiegają dwie białe linie. Wyrostki na ciele szaro-żółte lub jasno-brunatne. Poczwarka również szaro-brunatna, lekko połyskująca z dwoma rzędami kolców na grzbiecie, które silnie połyskują w przedniej części ciała.

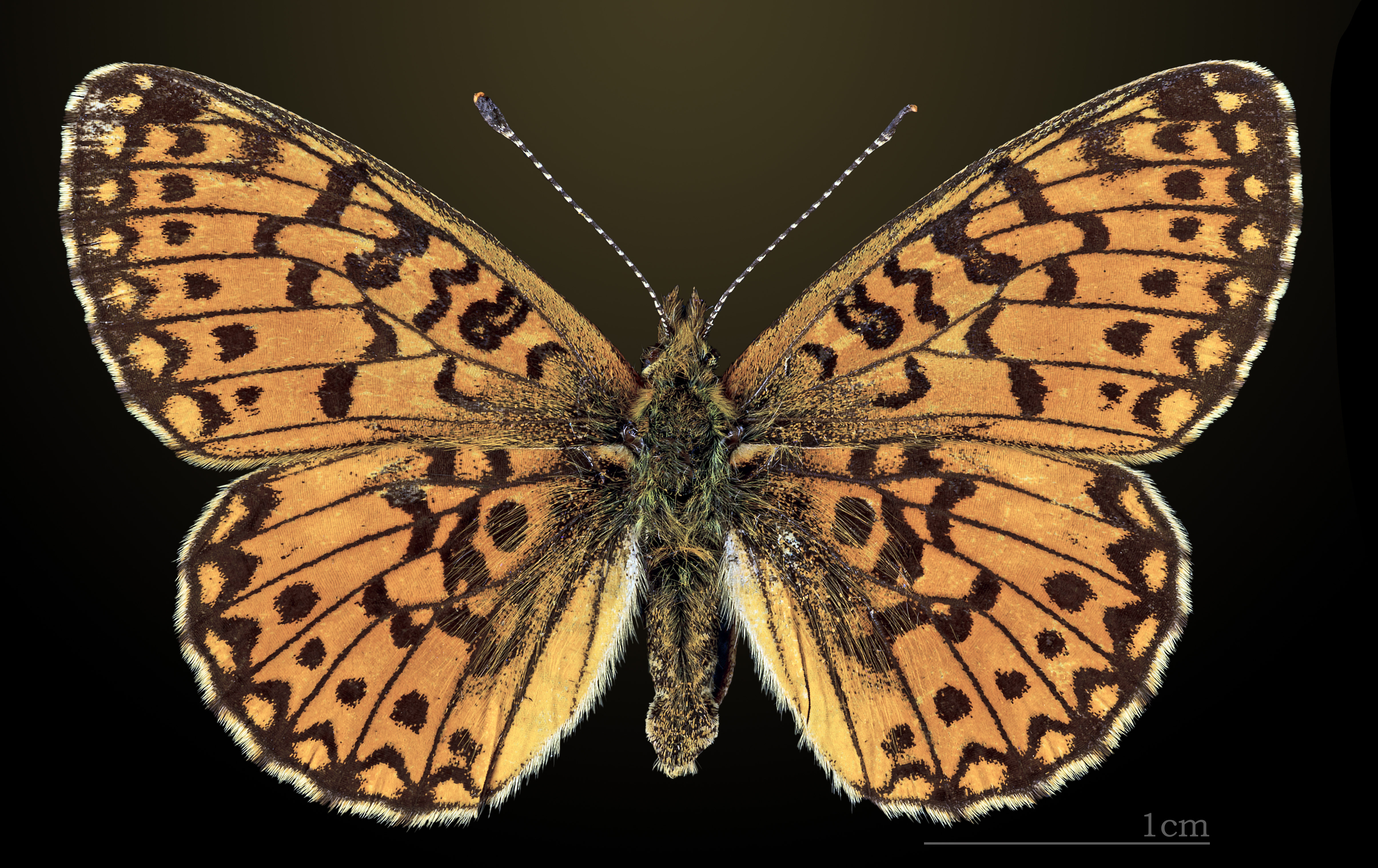
Dostojka selene
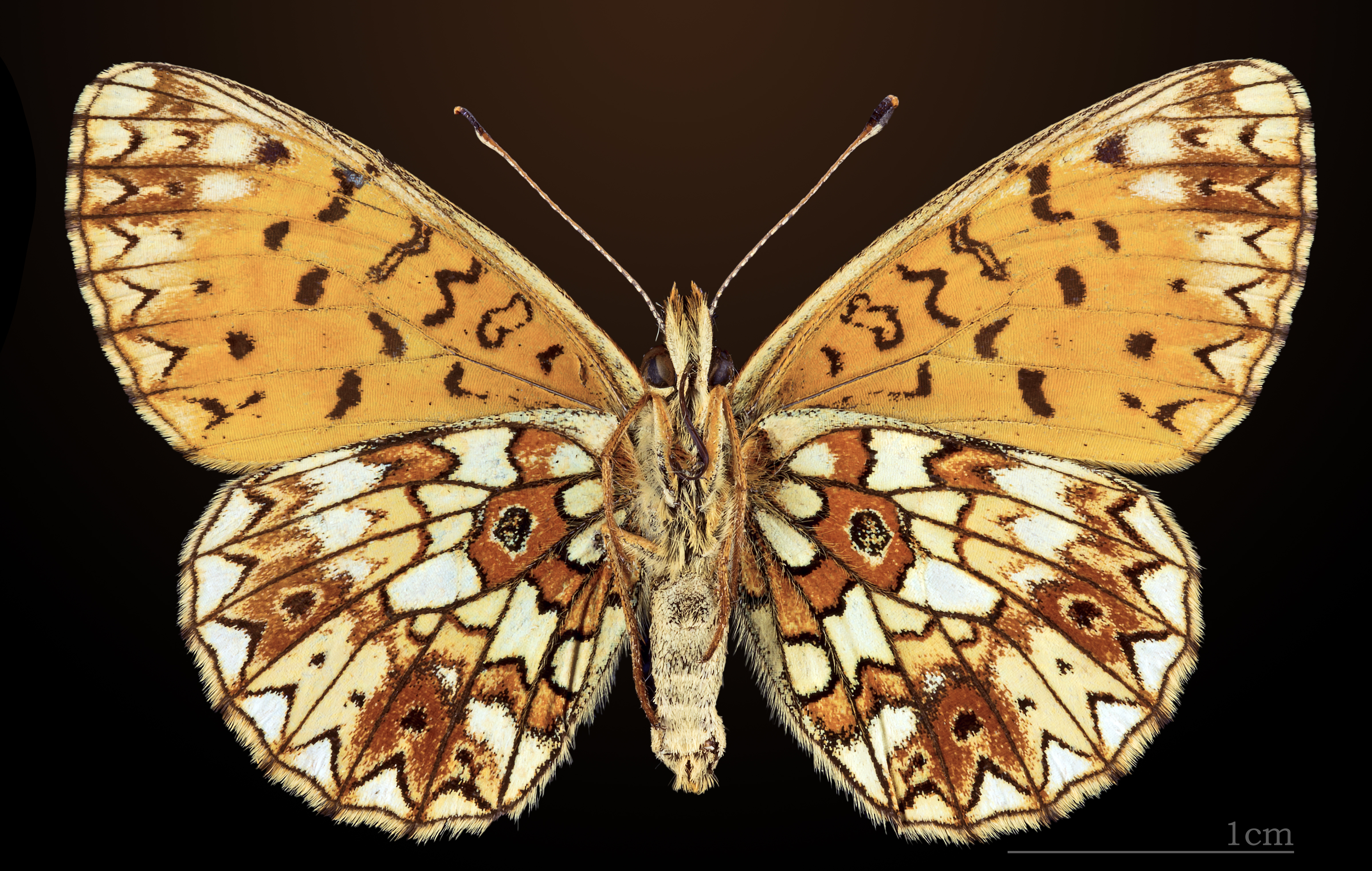
△ Dostojka selene

## Biologia i ekologia
Jajo blado-żółte lub zielonkawo-żółte, stożkowate, wierzchołek równo ścięty. Chorion z żeberkami. Gąsienica dorasta na fiołkach: błotnym, psim i kosmatym. Jaja składane są pojedynczo na liściach rośliny, na której żerują oraz na innych roślinach w jej pobliżu. Czasem się zdarza, że są po prostu składane na ziemi. Zimuje gąsienica w średnim stadium wzrostowym.  Przepoczwarzenie ma miejsce na ogonku liściowym lub łodydze rośliny pokarmowej oraz innych roślinach. Pokarmem dostojki selene jest nektar i w tym celu odwiedza różne rośliny, m.in. ostrożenia błotnego, dąbrówkę rozłogową, siedmiopalecznika błotnego, rdesta wężownika, firletkę poszarpaną, jaskra ostrego i świerzbnicę polną. Zamieszkuje wilgotne łąki śródleśne, torfowiska niskie i przejściowe, najczęściej ich obrzeża, natomiast w górach występuje w suchszych miejscach.  

## Rozmieszczenie geograficzne
Gatunek palearktyczny, włącznie z obszarami podbiegunowymi. występuje również w Ameryce Północnej. W Polsce pospolity.

## Status i ochrona
W Polsce nie jest zagrożony, nie wymaga ochrony. Uznawany jest za gatunek najmniejszej troski.